# Клинт Брукс
Клинт Брукс (на английски: Cleanth Brooks, р. 16 октомври 1906, Мъри, Кентъки, САЩ – п. 10 май 1994, Ню Хейвън, Кънектикът, САЩ) е американски литературен теоретик. Известен е като един от водачите на т. нар. Новото литературознание в САЩ и с революционните промени в начина на преподаване на поезия в американското висше образование. Най-значимите му книги, „Добре изработената урна“ (1947) и „Модерната поезия и традицията“ (1939), настояват на двузначността и парадокса като централен момент за разбирането на поезията. Брукс формулира основните принципи на американското формалистично литературознание, акцентирайки върху „вътрешния живот на стихотворението“ и върху т.нар. „затворено четене“ (на английски: close reading). Брукс освен това е значим изследовател на литературата на южните щати, има няколко книги върху Уилям Фокнър и заедно с Робърт Пен Уорън е съосновател на влиятелното списание „The Southern Review“ (от 1935 г.).

## Биография
Роден е в Мъри, Кентъки, в семейството на методистки пастор. Завършва класическа филология в частното училище „Мактайър“ и в Университета „Вандербилт“ в Нашвил, Тенеси, където получава бакалавърска степен през 1928 г. През същата 1928 г. Брукс получава и магистърска степен от Университета „Тюлейн“ в Ню Орлийнс, печели Родесова стипендия и заминава за Колежа „Ексетър“ към Оксфордския университет в Англия. Там получава бакалавърска степен (с отличие) през 1931 г. Връща се в САЩ и от 1932 до 1947 г. е професор по английска литература в Държавния университет на Луизиана в Батън Руж. През 1934 г. сключва брак с Едит Ейми Бланкърд.
Докато е в Университета „Вандербилт“ и по време на престоя си в Оксфорд, Брукс поддържа близко приятелство с друг възпитаник на „Вандербилт“ и също Родесов стипендиант – Робърт Пен Уорън.
Между 1941 и 1975 г. Брукс заема различни академични постове и получава различни академични звания и почетни титли. През 1941 г. е гост професор в Тексаския университет в Остин. От 1947 до 1975 г. той е професор по английска литература в Йейлския университет, където става почетен професор през 1960 г. и до пенсионирането си, с изключение на периода от 1964 до 1966 г.

## Признание
Между 1951 и 1953 г. е член на Библиотеката на Конгреса на САЩ във Вашингтон и гостуващ професор в Калифорнийския университет в Лос Анджелис. По същото време е носител на Гугенхаймова стипендия (за втори път я печели през 1960 г.).
Между 1963 и 1972 г. става почетен доктор на Упсалския университет, Университета на Кентъки, Ексетърския университет, Вашингтонския университет, университета в Сейнт Луис, университета „Тюлейн“ и на университета „Огълторп“.
Сред другите обществени ангажименти на Брукс е работата му като културен аташе в американското посолство в Лондон между 1964 и 1966 г. Член е също на Американската академия за изкуства и науки (на английски: American Academy of Arts and Sciences), на Националния институт за изкуства и литература (на английски: National Institute of Arts and Letters) и на Американското философско общество (на английски: American Philosophical Society).
Националният фонд за хуманитаристика (на английски: National Endowment for the Humanities) избира Брукс да произнесе Джеферсъновата лекция за 1985 г., което е най-високото отличие на правителството на САЩ за принос към хуманитаристиката. Той изнася лекцията във Вашингтон, но и в университета „Тюлейн“ в Ню Орлийнс, а след това я включва под заглавието „Литературата в епохата на технологиите“ в сборник със свои есета.

### Монографии
- 1935. The Relation of the Alabama-Georgia Dialect to the Provincial Dialects of Great Britain
- 1936. An Approach to Literature
- 1938. Understanding Poetry
- 1939. Modern Poetry and the Tradition
- 1943. Understanding Fiction (в съавторство с Робърт Пен Уорън)
- 1945. Understanding Drama (в съавторство с Робърт Хайлман)
- 1947. The Well Wrought Urn: Studies in the Structure of Poetry
- 1957. Literary Criticism: A Short History
- 1963. William Faulkner: The Yoknapatawpha Country
- 1973. American Literature: The Makers and the Making
- 1978. William Faulkner: Toward Yoknapatawpha and Beyond
- 1983. William Faulkner: First Encounters
- 1985. The Language of the American South
- 1987. Firm Beliefs of William Faulkner

### Сборници с есета
- 1964. The Hidden God: Studies in Hemingway, Faulkner, Yeats, Eliot, and Warren
- 1971. A Shaping Joy: Studies in the Writer's Craft
- 1991. Historical Evidence and the Reading of Seventeenth-Century Poetry
- 1995. Community, Religion, and Literature: Essays